# Alkohol (film)
 For alternative betydninger, se Alkohol. (Se også artikler, som begynder med Alkohol)
Alkohol er en tysk stumfilm fra 1920 af E.A. Dupont og Alfred Lind.

## Medvirkende
- Wilhelm Diegelmann
- Ernst Rückert
- Georg H. Schnell
- Emil Biron
- Jean Moreau
- Auguste Pünkösdy
- Ferry Sikla
- Toni Tetzlaff
- Hanni Weisse
- Maria Zelenka